# Claudia Quaiser-Pohl
Claudia Quaiser-Pohl (* 1965) ist eine deutsche Psychologin.

## Leben
Nach dem Abitur 1984 am Gymnasium Uslar, dem Grundstudium (1984–1987) der Psychologie an der Philipps-Universität Marburg und dem Hauptstudium (1987–1990) der Psychologie an der Rheinischen-Friedrich-Wilhelms-Universität Bonn war sie von 1990 bis 1995 wissenschaftliche Mitarbeiterin und Doktorandin am Institut für Entwicklungs- und Sozialpsychologie, Abt. Entwicklungs- und Erziehungspsychologie der Heinrich-Heine-Universität Düsseldorf. Nach dem Studium (1989–1996) der Humanmedizin an der Universität Bonn und der Promotion 1995 zur Dr. phil. in Düsseldorf war sie von 1996 bis 2004 wissenschaftliche Assistentin am Lehrstuhl Entwicklungspsychologie und Pädagogische Psychologie der Otto-von-Guericke-Universität Magdeburg. Nach der  Habilitation 2003 in Magdeburg (Venia Legendi für das Fach Psychologie) ist sie seit 2008 Professorin für Entwicklungspsychologie/Psychologische Diagnostik an der Universität Koblenz-Landau (Campus Koblenz).
Ihre Forschungsbereiche sind kognitive Entwicklung, Diagnostik und Förderung kognitiver Fähigkeiten, Raumkognition/mentale Rotation, Gender & Diversity, Frauen in MINT, Familienentwicklung, Kulturvergleichende Psychologie, Psychologie und neue Technologien.

## Schriften (Auswahl)
- Übergang zur Elternschaft und Familienentwicklung in Deutschland und Südkorea. Eine interkulturelle Untersuchung. Münster 1996, ISBN 3-89325-388-2.
- Die Fähigkeit zur räumlichen Vorstellung. Zur Bedeutung von kognitiven und motivationalen Faktoren für geschlechtsspezifische Unterschiede. Münster 1998, ISBN 3-89325-584-2.
- mit Kirsten Jordan: Warum Frauen glauben, sie könnten nicht einparken – und Männer ihnen Recht geben. Über Schwächen, die gar keine sind. Mit 5 Tabellen. München 2007, ISBN 3-423-34400-8.
- mit Elisabeth Sticker und Anja Köhler: Mathematisch begabt. Vorschulkinder angemessen fördern. Göttingen 2012, ISBN 3-525-79027-9.